# Вест Тауншип (округ Гантінгдон, Пенсільванія)
Вест Тауншип (англ. West Township) — селище (англ. township) в США, в окрузі Гантінгдон штату Пенсільванія. Населення — 515 осіб (2020).

## Демографія
Згідно з переписом 2010 року, у селищі мешкала 571 особа в 220 домогосподарствах у складі 163 родин. Було 300 помешкань
Расовий склад населення:
| - 99,5 % — білих - 0,2 % — азіатів |

До двох чи більше рас належало 0,4 %. Частка іспаномовних становила 1,8 % від усіх жителів.
За віковим діапазоном населення розподілялося таким чином: 22,6 % — особи молодші 18 років, 62,7 % — особи у віці 18—64 років, 14,7 % — особи у віці 65 років та старші. Медіана віку мешканця становила 41,6 року. На 100 осіб жіночої статі у селищі припадало 98,3 чоловіків;  на 100 жінок у віці від 18 років та старших — 103,7 чоловіків також старших 18 років.
Середній дохід на одне домашнє господарство  становив 71 008 доларів США (медіана — 62 500), а середній дохід на одну сім'ю — 78 643 долари (медіана — 73 438). Медіана доходів становила 45 909 доларів для чоловіків та 40 188 доларів для жінок. За межею бідності перебувало 3,6 % осіб, у тому числі 3,5 % дітей у віці до 18 років та 10,1 % осіб у віці 65 років та старших.
Цивільне працевлаштоване населення становило 307 осіб. Основні галузі зайнятості: освіта, охорона здоров'я та соціальна допомога — 27,0 %, будівництво — 12,7 %, виробництво — 11,4 %.